# 水毛茛属
水毛茛属（学名：Batrachium）是毛茛科下的一个属，为多年水生草本植物。该属共有30种，广泛分布于全球温带地区。在中国多分布于华北、东北及华东，另在江苏、安徽、江西等地也有分布。改属下植物原属毛茛属，后将水生草本、叶分为水上叶及沉水叶、沉水叶裂成丝形小裂片、花多为白色、瘦果有横皱纹者分为水毛茛属。水毛茛属的学名来自希臘語：（batrachos），意为“青蛙”。

## 物种
- 水毛茛 B. bungei
- 歧裂水毛茛 B. divaricatum
- 小水毛茛 B. eradicatum
- 硬叶水毛茛 B. foeniculaceum
- 长叶水毛茛 B. kauffmanii
- 北京水毛茛 B. pekinense
- 钻托水毛茛 B. rionii
- 多毛水毛茛 B. trichophyllum